# Eriostethus rufus
Eriostethus rufus là một loài tò vò trong họ Ichneumonidae.